# Cölestin Josef Ganglbauer

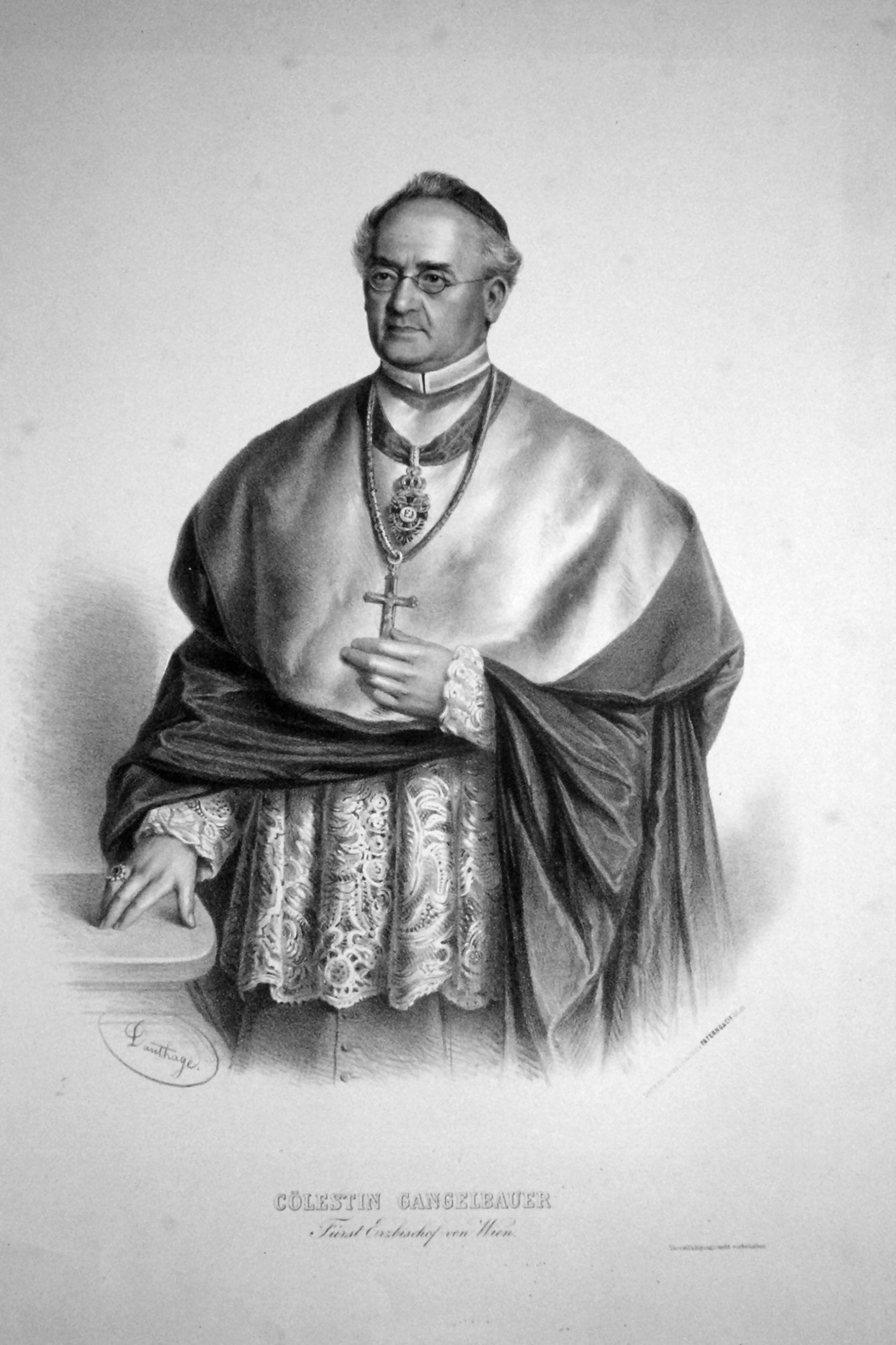
Erzbischof Cölestin Josef Ganglbauer, Lithographie von Adolf Dauthage (vor 1884)

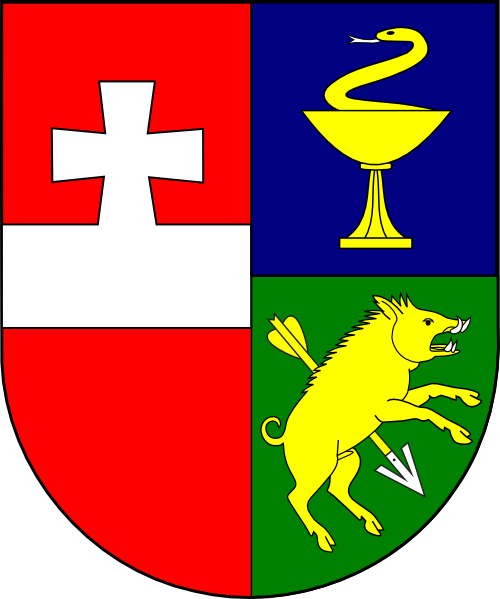
Wappenschild von Kardinal Ganglbauer

Cölestin Josef Ganglbauer OSB (* 20. August 1817 in Thanstetten, heute Schiedlberg in Oberösterreich; † 14. Dezember 1889 in Wien) war von 1876 bis 1881 Abt von Stift Kremsmünster und von 1881 bis 1889 römisch-katholischer Erzbischof von Wien sowie seit 1884 Kardinal mit der Titelkirche Sant’Eusebio.

## Biografie
Cölestin Josef Ganglbauer war das erste von vier Kindern der Kleinbauern und Pferdehändler Johann und Katharina Ganglbauer. Er trat 1838 in das Benediktiner-Stift Kremsmünster in Oberösterreich ein und empfing am 22. Juli 1843 das Sakrament der Priesterweihe. Zunächst war er Kaplan in Neuhofen an der Krems, unterrichtete am Stiftsgymnasium, war dann Leiter des Stiftskonvikts und ab 1875 Prior. Am 19. April 1876 wurde er zum Abt von Kremsmünster gewählt und konnte die Renovierung des Stiftes und der Stiftskirche anlässlich der 1100-Jahr-Feier im Jahr 1877 abschließen. Er war auch Mitglied des Herrenhauses des österreichischen Reichsrats.
Bei der Festtafel anlässlich der 1100-Jahr-Feier am 18. August 1877 war Kaiser Franz-Joseph wegen des Trinkspruches des Abtes beeindruckt. Ganglbauer präsentierte sich josephinisch und liberal-kaisertreu, vor allem weil er zuerst auf den Kaiser anstieß, dann erst auf den Papst. Als 1881 der Erzbischofsstuhl von Wien vakant wurde, votierte der Kaiser für Ganglbauer. Der Abt wurde am 22. März 1881 zum Erzbischof ernannt, er war nun der zweite zum Wiener Bischof avancierte Abt von Kremsmünster, der erste war Anton Wolfradt gewesen. Am 28. August 1881 fand die Bischofsweihe durch den Apostolischen Nuntius in Österreich, Serafino Vannutelli, in Kremsmünster statt; Mitkonsekratoren waren Franz Joseph Rudigier, Bischof von Linz, und Matthäus Binder, Bischof von Sankt Pölten. Am 10. November 1884 erhob ihn Papst Leo XIII. zum Kardinal, aber erst am 10. Juni 1886 erhielt er in Rom den Galero und die Ernennung zum  Kardinalpriester der Titelkirche Sant’Eusebio (Rom)|Sant’Eusebio.
Ganglbauer gründete den Allgemeinen Wiener Kirchenbauverein, um in den Arbeiterbezirken Wiens neue Kirchen zu errichten. Durch seine Unterstützung konnte Anton Maria Schwartz am 24. November 1889 die Kongregation der Kalasantiner in Wien gründen, die sich die Arbeiterseelsorge zur Aufgabe gemacht hat. Zwei Jahre vor der Sozialenzyklika Rerum Novarum Leos XIII. widmete er am 20. Februar 1889 der sozialen Frage einen Hirtenbrief. Er förderte auch den Kirchengesang, die Kirchenmusik und das katholische Vereinswesen.
Er war Protektor und Ehrenmitglied der katholischen Studentenverbindung KÖStV Austria Wien.
Nach seinem Tod 1889 wurde er in der Bischofsgruft des Wiener Stephansdoms bestattet. Im Jahr 1886 wurde in Wien-Ottakring (16. Bezirk) die Ganglbauergasse nach ihm benannt.